# Brasilsat B3
Brasilsat B3 war ein kommerzieller Kommunikationssatellit des brasilianischen Satellitenbetreibers Star One, einem Tochterunternehmen von Embratel. Er war der dritte Satellit der zweiten Brasilsat-Generation.

## Technische Daten
Der Satellit wurde wie seine Schwestersatelliten Brasilsat B1, B2 und B4 auf Basis des 376-Satellitenbusses von Hughes Aircraft gebaut. Er war spinstabilisiert und wog beim Start etwa 1,8 Tonnen. Des Weiteren wurde er durch Solarzellen und Batterien mit Strom versorgt. Seine geplante Lebensdauer lag ursprünglich bei 12 Jahren, welche er sogar übertraf.
Brasilsat B3 wurde gebaut, um zusammen mit seinen Vorgängern B1 und B2 den südamerikanischen Kontinent mit Satellitenfernsehen und Telefonübertragungen zu versorgen.

## Missionsverlauf
Nachdem im Dezember 1995 klar wurde, dass die Kapazitäten der beiden neuen Satelliten Brasilsat B1 und B2 nicht ausreichen würden, bestellte Embratel einen dritten Satelliten bei Hughes.
Brasilsat B3 wurde am 4. Februar 1998 auf einer Ariane-4-Trägerrakete vom Raumfahrtzentrum Guayana zusammen mit Inmarsat-3 F5 in eine geostationäre Transferbahn gestartet. Von dort aus erreichte er seine geosynchrone Umlaufbahn durch Zünden seines Apogäumsmotors, wo er bei 65° West stationiert wurde. Dort wurde der Satellit vorerst getestet, bevor er im April 1998 nach 84° West verschoben wurde. Bis Ende des Jahres 2000 wurde Brasilsat B3 direkt von Embratel betrieben. Danach wurde er von der neu gegründeten Tochterfirma Star One übernommen.
Nach mehr als zehn Jahren Betrieb wurde der Satellit dann im August 2008 nach 75° West umpositioniert, wo er bis April 2012 arbeitete. Danach musste er seinen Betrieb in einem Inclined Orbit weiterführen. Im Januar 2013 wurde er dann erneut umpositioniert, diesmal nach 92° West im Inclined Orbit, da er auf 75° West von seinem Nachfolger Star One C3 abgelöst wurde. Später wurde er außer Betrieb genommen und in einen Friedhofsorbit manövriert.